# 平田玉蘊
平田 玉蘊（ひらた ぎょくうん、天明7年（1787年） - 安政2年6月20日（1855年8月2日））は、江戸時代後期の画家。名は豊（とよ）のちに章（あや）。玉蘊は号。備後国尾道（現広島県尾道市）の人。
日本初の女流職業画家とも称される。当時としては稀な自立して画業で生計を立てた女性であり、終生尾道で活動していたが全国で名を知られていた。白井華陽『画乗要略』に記載された22名の女流画家の一人。多くの作品を残したにもかかわらず、作品評より頼山陽との関係について語られてきた人物。

## 読み
一般には玉蘊（ぎょくうん）と呼称されるが、地元尾道では（ぎょくおん）と伝えられ呼称されている。
- 豊には5歳下の妹・庸（よう）がおり、号は姉・豊が玉蘊、妹・庸が玉葆（ぎょくほ）といった[5][10]。父・平田五峰が亡くなる前に頼春風が2人に号を贈ったと伝えられる[5][11]。
- 一般に2人の号の意味は共に「玉を包み蔵する」[5]。また玉は玉の浦に由来するとされる（千光寺玉の岩伝説、転じて玉の浦＝尾道を意味する）[5][10]。
- 玉蘊の意味が「玉を包んで内に輝く」なら読みはウンで正しい[7]。入谷仙介は、蘊はウンと読めば「集める」の意味だが、オンと読むと「豊か」という意味を持つ、と指摘している[10][12]。豊の意味であれば、姉妹とも名と号が共通する意味でつながる（「豊」「蘊」は「豊」、「庸」「葆」は「大」）[10]。

## 略歴

### 若年期
天明7年（1787年）福岡屋平田新太郎と内海正近娘峯の次女として生まれる。名を豊といい、豊子・豊女の名もある。四人姉妹の次女、妹・玉葆以外の姉妹は不明。
当時尾道は西廻海運の港・西国街道の宿場が交わる"広島藩の台所"として栄え、豪商を中心にサロンを形成していた。また隣の福山藩の神辺には菅茶山の廉塾があり、茶山は尾道の商人たちに師事され、全国の文人墨客が茶山を訪ねその足で尾道の豪商の別邸へ向かうのがパターン化しており、尾道のサロンでは商人と当代を代表する文化人とが交遊していた。その中で福岡屋は備後国尾道東御所町（現JR尾道駅付近）で木綿問屋を営んであり、父・新太郎は池大雅の門人福原五岳から学んだ画家でもあり雅号を五峰と称した。
豊（玉蘊）は最初に父・平田五峰（新太郎）に画を教わったと推定される。そして父に継いで福原五岳から画を学ぶ。のち豊は四条派の八田古秀にも画を学ぶ。妹・庸（玉葆）も同様に画を学んでいる。父・新太郎は若い頃美少年として知られており、母・峯も相当の美貌の持ち主だったとされる。その2人の娘である豊・庸姉妹は尾道のサロンで美しさと才能が評判となり、当時の学者・文化人などは姉妹を賞賛する作品を残している。
豊（玉蘊）の初期作品の落款に「豊女」を用い玉蘊は入っていないものがあることから、画家としては10代後半にデビューしていたとされる。「玉蘊」落款の初見は文化2年（1805年）2月に描いた『七福神図』になる。そのため頼春風に号を貰ったのはそれより前にあたる。文化3年（1806年）頃描いた『国色天香図』には菅茶山の賛詩が添えられてる。この画に賛詩に茶山は「豊女」と書いたが、画の落款は「玉蘊」とある。文化3年張梅花『訪玉蘊女史画贈』の中で、江戸に住む梅花が玉蘊に会いに来て「かねて噂は聞いていたがこんなに麗しい人とは思わなかった」と讃えており、つまりこの時点で玉蘊の名声は江戸にまで達していたことになる。
文化3年12月、玉蘊二十歳の時に父・新太郎を亡くす。父・新太郎は死ぬ前、婿取りをしなかったため、福岡屋を継がせるつもりはなかったと考えられている。福岡屋の身代は傾いた。
以降、玉蘊は筆一本で母と妹を養っていく。同時期に描いた常盤御前の画にも茶山は賛詩『常磐雪行抱孤図』（文化4年（1807年）頃）を残している。これは画の常盤御前と玉蘊を重ねて父を失った玉蘊を励ますような詩と解釈されており、これ以降も茶山は玉蘊を気にかけ便宜を図っている。なおこの常盤御前の画には更に後に梁川星巌も賛詩『常盤雪行』を残しており、その詩は星巌の代表作として知られている。

### 頼山陽との関係
文化4年（1807年）9月、頼一門（頼春水・頼春風・頼杏坪）は父祖の地竹原に集い、そこに玉蘊・玉葆姉妹が招かれた。そこで玉蘊は春水の息子である頼山陽と出会う。二日にも及ぶ詩会の中で、山陽は玉蘊の画に賛詩『玉浦女玉蘊画松樹　卒賦題之』『龍山会　題玉蘊女史画牡丹花』『丁卯暮秋　遊竹原　邂逅平田二女　卒賦以贈』を作っている。これらの詩には、理想の女性に巡りあった喜びがこめられている、と解釈されている。玉蘊・玉葆姉妹は詩会で帰るつもりだったが3日目に舟遊び行事が催されたことで、1日延ばしてこの行事に参加した。春水は姉妹の参加を喜んで自賛の詩を作っている。翌日、玉蘊が別れの挨拶と共に画を1枚持って行くと、春風は玉蘊にもう1枚書かせて山陽には『竹原舟遊記』を書かせた。
文化6年（1809年）12月、山陽は菅茶山の廉塾の都講（塾頭）となる。以降玉蘊は山陽に教えを受け2人は交流したとされる。新宮涼庭『西遊日記』の中に、文化7年（1810年）7月涼庭は神辺（廉塾）で山陽に会い、尾道橋本竹下邸にて玉蘊・玉葆姉妹と会いその印象が記されている。浄土寺の中庭に面した庫裏の杉戸に描いた『つる薔薇図』はこの時期に完成したと推定されている。
文化8年（1811年）閏2月、山陽は廉塾を出奔、京都で私塾・真塾を開く。茶山は山陽と音信を断ち、春水は親友茶山の気を使って息子山陽を勘当した。山陽は上洛の前日、廉塾塾生・三省を尾道に使いに出して、玉蘊に上京を促した。これに玉蘊は同年6月ごろ、母・峰と妹・玉葆と共に上京する。母妹を伴っての上京は、山陽との結婚を意識してのものだった。ただ山陽は結婚どころではなかった。玉蘊のことは思っていたが、時期が悪すぎると玉蘊親子に謝罪し、自分が落ち着くまで結婚の時期が来るまで待って欲しいと言うだけだった。
同年9月ごろ玉蘊親子は尾道へ帰る。そして玉蘊は茶山門下の木村鶴卿へ手紙を出しており、その中に「・・・事のならざるは時節の未だ至らざると思いあきらめ居り申し候。広島辺の評判、備前あたりまでの評判、はずかしくて何辺へ出る心も致し申さず候、此の間画事を始めやや気をはらし候・・・」と書いている。同年10月玉蘊は京都土産として江馬細香絵付けの磁盃を持って茶山のもとを訪れる。以降も茶山は終生、玉蘊を庇護した。なおこの日の茶山の日記に「平田章女」と記してあり、玉蘊の名が「豊」から「章」に変わった初見になる（そこから「章」の名は山陽が命名したとする説がある）。
玉蘊はこれで山陽への思いを断ち切って筆1本で生きていく決心がついたとされる。浄土寺にある衝立『軍鶏図』はこの出来事があった後に描いたと考えられている。
玉蘊と山陽はこの後も何度か会っている。後に山陽は田能村竹田に玉蘊のことを「吾、実に負き了んぬ」と後悔の念を語っている。

### 後年
文化10年（1813年）、妹・玉葆に長男が生まれる。この人物はのちに玉蘊の養子となり平田家を継がせ、弟子として教育した。号を玉圃という。
文化13年（1816年）1月茶山の日記に、玉蘊が「良人鶴鳴」と共に茶山のもとを訪れたことが書かれている。同年2月山陽が竹下の手紙に「玉蘊の夫が帰縁したよし」との噂について話している。そこから玉蘊はこの年に伊勢出身の鶴鳴という地方回りの俳諧師と結婚したとされる（生涯独身だという説もある）。この時期に描いた『鷺図』に鶴鳴が賛句を載せている。この画の落款は玉蘊だが、印章には「豊」を用いている。そこからこの時期、玉蘊は名を「豊」に戻していたと考えられている。
文政3年（1820年）『郡山集』に「イセ　鶴鳴」とあることから、鶴鳴はこの時期に尾道を離れているつまり玉蘊と離別したとされる。そして玉蘊は名を「章」へと再び変えている。
文政8年（1825年）広島藩誌『芸藩通志』（頼杏坪が筆頭筆者）、地誌『尾道志稿』（亀山士綱筆）が完成する。この中で玉蘊が持っていた古鏡と、茶山・江芸閣・杏坪・山陽の古鏡題詠詩が掲載された。
天保2年（1831年）江戸で白井華陽『画乗要略』が刊行、"閨秀"項で玉蘊が紹介される。なお肩書は其の女（娘）や配（妻）との記載はなく「玉蘊、名は豊子、備後の人」のみ。翌3年（1832年）には山陽が没した。
天保5年（1834年）天保の大飢饉に際し、尾道商人の筆頭格で町年寄の要職を務めた橋本竹下は難民救済事業として橋本家の菩提寺である慈観寺の本堂再建事業を行った。慈観寺の襖絵『桐鳳凰図』は竹下の求めに応じてこの時に描いたものと考えられている。続いて福善寺の『雪中の松竹梅』を描いたとされる。
天保11年（1840年）母・峰が亡くなる。玉蘊54歳の時だった。
弘化元年（1844年）8月頼山陽『日本外史』（川越版）が出版され爆発的に売れ、同年12月『山陽遺稿』附載「山陽先生行状」をめぐって山陽の弟子たちの間で論争が始まる。ここから山陽の周辺まで好奇の目が向けられ、玉蘊は山陽の恋人として興味本位で取り沙汰されるようになる。
安政2年（1855年）正月、69歳の時に、相当数の『富士図』を描いている（少なくとも3点現存）。この画の署名には「七十玉蘊女史」と書いている。
その半年後となる安政2年6月20日死去。69歳没。墓は持光寺にあり、墓標は宮原節庵の筆で当時の慣例であった〜の妻あるいは〜の娘という表記はなく「平田玉蘊墓」の文字のみ刻まれている。位牌も同様で、表が戒名・裏は「平山章」のみ。子孫が没落しているため、碑文はない。

### 没後
山陽『日本外史』は幕末の尊皇攘夷と明治以降の皇国史観に多大な影響を与えた。山陽が尊ばれていくと、玉蘊は山陽との関係をスキャンダラスに語られ画家としては語られなくなった。そして忘れ去られた。
1994年（平成6年）平田玉蘊忌実行委員会（現平田玉蘊顕彰会）が結成され、命日である6月20日に菩提寺持光寺で第一回玉蘊忌がいとなまれた。そこから玉蘊の研究が進み再評価されるようになる。また毎年命日に玉蘊忌は続けられている。
持光寺には墓とは別に平田玉蘊没後百五十年記念碑がある。また平田玉蘊顕彰会が持光寺の金毘羅堂を活用し玉蘊作品9点が常設展示され、土日祝日のみ一般公開されている。

## 作品
田能村竹田が『竹田荘師友画録』に｢絵を売って其母を養ふ｣と記しているように、玉蘊にとって絵は趣味以上のものであった。竹田の記述によると、玉蘊はより専門的な画家として評価されていたようである。当時玉蘊が作成した襖絵がそのまま残っていることから、彼女は尾道で最も著名な画家であったと思われる。彼女は他の画家たちが書いたような絵に漢詩を添えるという文人スタイルの画家ではなかったが、その絵は文人たちに賞賛された。
頼山陽は『題玉蘊画』（文政2年（1819年））の中で当時33歳の玉蘊の画について、玉蘊の画が京習を脱し明清人の風気を感じさせることに驚いた、清の馬江香を手本にしたからだろう、と評す。白井華陽は『画乗要略』（天保2年（1831年））で「玉蘊筆法勁秀、ぶ媚をもって工とせず、名は三備の間に著わる」と評す。
代表作は花鳥画が多く花鳥風月を得意とする画家とされるが、それ以外もあり幅広い作品を残している。また当時の女流画家としては大作が多く、異常に大きな落款を記しており、自己主張の強さがうかがえる。慈観寺『桐鳳凰図』は近世女性画家としては珍しい彩色の寺院障壁画である。福善寺『雪中松竹梅』は西本願寺御影堂襖絵『雪松図』に酷似している。
| 作品名                 | 技法              | 形状 員数 | 寸法 （縦x横cm） | 所有者                 | 年代                | 落款 印章 | 備考                  |
| ---------------------- | ----------------- | --------- | ---------------- | ---------------------- | ------------------- | --------- | --------------------- |
| （紙本著色）軍鶏図     | 紙本著色・衝立    | 1面       | 141.0×165.3      | 浄土寺                 | 江戸後期            |           | 尾道市指定 有形文化財 |
| （紙本著色）桐鳳凰図   | 紙本著色・襖      | 3面       | 170.8×117.5      | 慈観寺                 | 江戸後期            |           | 尾道市指定 有形文化財 |
| 「諸家書画帖」唐美人図 | 折本絹本著色      |           | 42.0×33.2        | 広島県立美術館         |                     |           | [ 17 ]                |
| 国色天香図 菅茶山賛    | 一幅絹本著色      |           | 100.0×31.9       |                        | 1806年（文化3年）頃 |           | [ 17 ]                |
| 郭巨図 頼杏坪賛        | 双幅絹本著色      |           | 112.3×36.4       |                        | 1809年（文化6年）   |           | [ 17 ]                |
| つる薔薇図             | 著色杉戸          |           | 181.6×114.3      | 浄土寺                 | 1809年（文化6年）   |           | [ 17 ]                |
| 牡丹・山桜図杉戸絵     |                   |           |                  | 浄土寺                 | 1810年（文化7年）   |           | [ 1 ] [ 16 ]          |
| 楊貴妃図               | 一幅絹本著色      |           | 108.8×40.6       |                        |                     |           | [ 17 ]                |
| 西王母図               | 一幅絹本著色      |           | 100.2×34.3       | 尾道市立美術館         |                     |           | [ 17 ]                |
| 紅葉狩図               | 一幅絹本著色      |           | 100.1×36.5       | 尾道市立美術館         |                     |           | [ 17 ]                |
| 軍鶏図                 | 衝立一面紙本著色  |           | 141.0×16.5       | 浄土寺                 |                     |           | [ 17 ]                |
| 桐鳳凰図               | 襖三面紙本著色    |           | 170.8×117.5      | 慈観寺                 | 1834年（天保5）頃   |           | [ 17 ]                |
| 雪中松竹梅             |                   |           |                  | 福善寺                 |                     |           | [ 1 ] [ 38 ]          |
| 土筆図扇面             | 巻子装 , 紙本淡彩 | 11面      | 14.7×43.3（1面） | 東京芸術大学大学美術館 | 19世紀              |           | [ 39 ]                |
| 富士図 大田垣蓮月賛    | 一幅絹本墨画      |           | 36.0×52.5        |                        | 1855年（安政2年）   |           | [ 17 ]                |

## 備考
- 玉蘊の古鏡は、当時玉蘊がサロンで仲間内で見せ、文人墨客が贈詩を作り、そこから『芸藩通志』『尾道志稿』『竹田荘師友画録』などに記載されたと考えられている[15]。現在おのみち歴史博物館が8面所蔵している[15]。
- 森鴎外『伊澤蘭軒 (小説)』の中に玉蘊のことがでてくる。 ウィキソースには、伊沢蘭軒の原文があります。